# Walter Dwight Bradley
Walter Dwight Bradley (Clovis, 30 de octubre de 1946) es un político estadounidense miembro del Partido Republicano. 

## Biografía
Antes de su elección como vicegobernador, Bradley fue miembro del Senado de Nuevo México de 1989 a 1994. Fue elegido y reelegido como vicegobernador como compañero de fórmula de Gary Johnson en las elecciones de 1994 y 1998. Se postuló para gobernador de Nuevo México en las 
elecciones de 2002, pero fue derrotado en las primarias republicanas por el representante estatal John Sánchez, quien perdió las elecciones generales ante el demócrata Bill Richardson.
Actualmente trabaja para Dairy Farmers of America, Inc. como director de relaciones gubernamentales e industriales para el suroeste de Estados Unidos.